# Kalu Uche
Kalu Uche (Aba, Nigéria, 1982. november 15.) nigériai labdarúgó, aki jelenleg az Almeríában játszik. Középpályásként és csatárként is bevethető.

## Pályafutása
Uche 1998-ban kezdte pályafutását az Enyimba csapatában. Innen került egy évvel később az Iwuanyanwuhoz. 2000-ben leigazolta a spanyol RCD Espanyol, de csak a tartalékcsapatban kapott játéklehetőséget. Egy év múlva Lengyelországba, a Wisła Krakówhoz került, ahol egy bajnoki címet és két kupát nyert. A 2004/05-ös szezont kölcsönben a Bordeaux-nál töltötte.
2006-ban leigazolta az Almería. Hatalmas szerepe volt abban, hogy az andalúz csapat története során először feljutott az élvonalba. Uche 2007. augusztus 26-án, a Deportivo de La Coruña ellen debütált a Primera Divisiónban. 2009. január 11-én két gólt is szerzett az Espanyol ellen.

## Válogatott
Uche 2003. június 21-én, Angola ellen mutatkozott be a nigériai válogatottban. Részt vett a 2010-es afrikai nemzetek kupáján és behívót kapott a 2010-es világbajnokságra is.

## Külső hivatkozások
- Statisztikái a BDFutbol.com-on
- Kalu Uche a National-football-teams.com oldalon

## Fordítás
- Ez a szócikk részben vagy egészben  a   Kalu Uche című angol Wikipédia-szócikk fordításán alapul.  Az eredeti cikk szerkesztőit annak laptörténete sorolja fel. Ez a jelzés csupán a megfogalmazás eredetét és a szerzői jogokat jelzi, nem szolgál a cikkben szereplő információk forrásmegjelöléseként.